# Kirin 710
HiSilicon Kirin 710 — однокристальная система, разработанная китайской компанией HiSilicon Technologies в июле 2018 года для смартфонов и планшетов Huawei и Honor и производимая на мощностях TSMC. В состав Kirin 710 входит 12-нанометровый восьмиядерный процессор на 64-битной архитектуре ARMv8, графический ускоритель Mali G51MP4, процессор обработки изображения и 4G-модем (предположительно Balong 750), а также ряд других компонентов.
Процессор был представлен 18 июля 2018 года в ходе презентации, проведённой компанией Huawei в Шэньчжэни. Он ориентирован на смартфоны и планшеты среднего и средне-высокого сегмента и призван заменить Kirin 659, а также всю 600-ю серии Kirin. Первым смартфоном на новой платформе стал Huawei Nova 3i.

## Описание
Kirin 710 изготовлен по 12-нанометровому техпроцессу. Он выполнен по схеме big.LITTLE получил 8 процессорных ядер, из них 4 высокопроизводительных ARM Cortex-A73 с тактовой частотой 2,2 ГГц и ещё 4 энергосберегающих ARM Cortex-A53 с максимальной частотой 1,7 ГГц. Поддерживается Wi-Fi 802.11ac, LTE Cat.12/13 и Bluetooth 4.2. Тип поддерживаемой оперативной памяти — LPDDR4.
Кроме того, SoC снабжена видеоускорителем ARM Mali G51 MP4 и является первым продуктом HiSilicon с поддержкой технологии GPU Turbo. По заявлению разработчиков, GPU Turbo должна обеспечить прирост производительности до 60 % при одновременном снижении энергопотребления на 30 % в играх за счёт мер программной оптимизации.
В 2019 году была выпущена обновлённая версия, получившая название Kirin 710F. Она отличается тем, что изготовлена по методу FCCSP. Её технические характеристики и потребительские свойства ничем не отличаются от исходной версии.

## Kirin 710A
В ходе торговой войны с Китаем США наложили санкции на компанию Huawei, дочерней компанией которой является HiSilicon. По мере расширения санкций это могло привести и привело к тому, что производители чипов откажутся сотрудничать с ней в сфере выпуска процессоров. При этом собственных производственных мощностей у HiSilicon нет.
В рамках импортозамещения в мае 2020 года было принято решение перенести производство Kirin 710 на мощности китайской компании SMIC. Поскольку китайские производители чипов, включая SMIC, на 2020 год не освоили 12-нанометровый техпроцесс, то этот показатель был ухудшен до 14 нм. При этом остальные технические характеристики остались неизменны.

## Технические характеристики
- Архитектура — 4 ядра Cortex A73 2.2 ГГц и 4 ядра Cortex A53 1.7 ГГц
- Техпроцесс — 12 нм
- Количество транзисторов — 5.5 миллиардов
- GPU — Mali G51 MP4
- 4G — LTE Cat. 12
- Wifi — 4
- Bluetooth — 4.2
- Навигация — GPS, GLONASS, BEIDOU, GALILEO

## Смартфоны на процессорах Kirin 710, Kirin 710A и 710F

### Смартфоны на Kirin 710
- Huawei Nova 3i
- Honor 20s
- Honor 20 Lite
- Huawei P30 Lite new edition

- Honor 9X Premium
- Huawei P30 Lite
- Honor 8X
- Honor 9X Lite
- Honor 10 Lite
- Huawei Mate 20 Lite
- Huawei P Smart (2019)
- Huawei Y9s
- Huawei Y9 Prime
- Huawei Y9
- Huawei Y8s
- Huawei nova 4e

### Смартфоны на Kirin 710A
- Huawei Nova Y72
- Huawei Nova Y61
- Huawei Y7a
- Honor 10X Lite
- Huawei P Smart 2021
- Honor 9C
- Honor Play 4T

### Смартфоны на Kirin 710F
- Honor 20e
- Huawei Y8p
- Honor 30i
- Huawei P40 Lite E
- Honor 9X
- Huawei P Smart Z
- Honor 10i